# Orp-Jauche
Orp-Jauche (vallonska Oû-Djåce) är en kommun i provinsen Vallonska Brabant i fransktalande Vallonien i Belgien. Kommunen består av de sju ortsdelarna Enines, Folx-les-Caves, Jandrain-Jandrenouille, Jauche, Marilles, Noduwez och Orp-le-Grand.

## Externa länkar

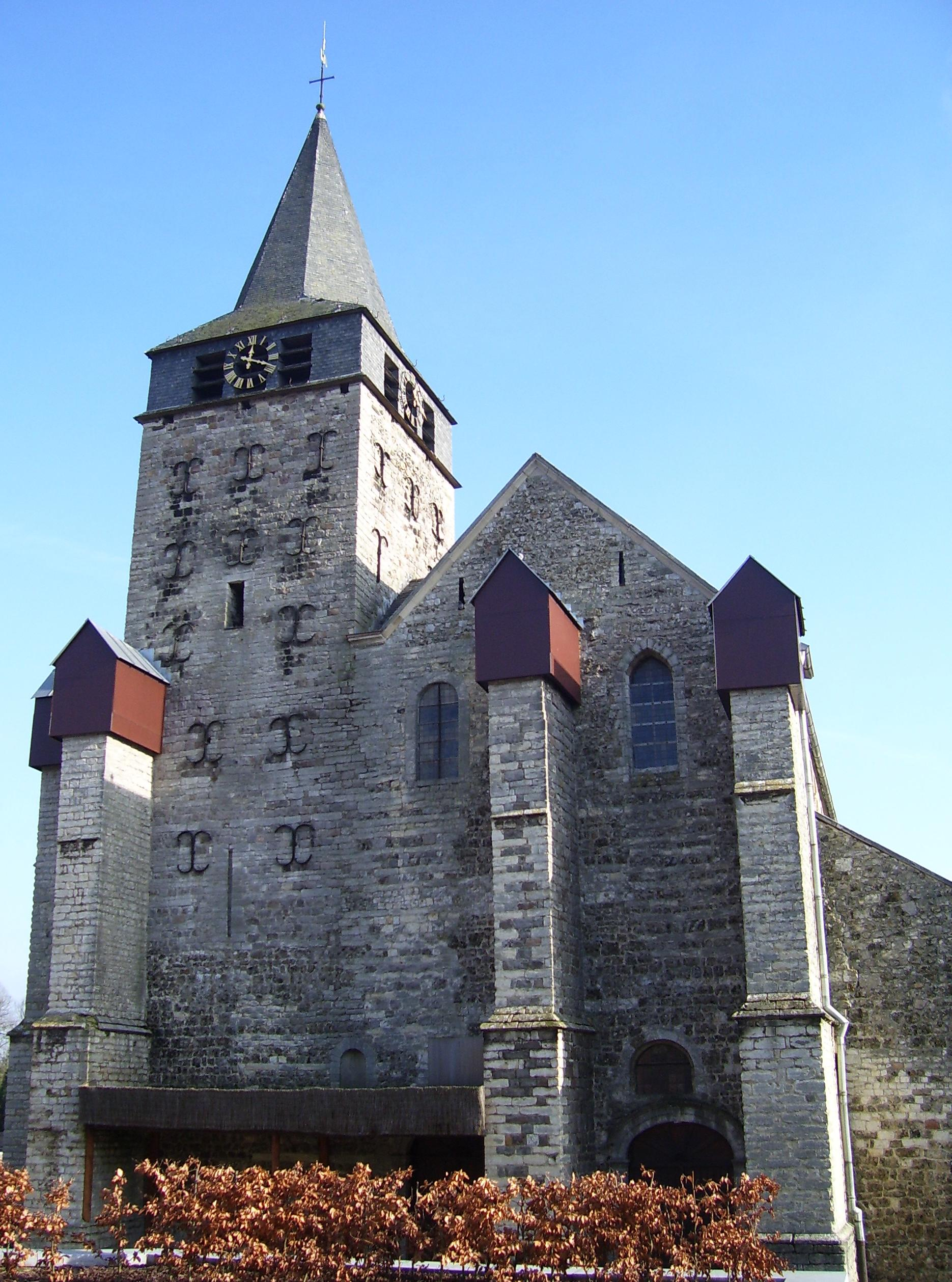
Kirche in Orp-le-Grand